# Скатуве (Рига)
Эта статья — о театре в Риге. В Википедии есть статья об одноимённом Государственном латышском театре в Москве.
«Ска́туве» (латыш. Skatuve; в буквальном переводе — «Сцена») — профессиональный независимый латвийский театр, основанный в 1991 году. Находится в Риге на улице Маскавас, 108/110, в помещении бывшего кинотеатра «Дайна».

## История
Театр «Скатуве» был основан в 1991 году режиссёром и театральным педагогом Анной Эйжвертиней. В театре нет своей постоянной труппы и на каждую постановку набираются актёры из других театров, а также ученики курса А. Эйжвертини.
Театр находится на самофинансировании и не получает дотаций от государства и муниципальных властей.
Основу репертуарной политики театра составляют пьесы, редкие для латвийской сцены. Ежегодно подмостки предоставляются для дипломных работ студентов Латвийской академии культуры и собственного театра.
Свои первые спектакли здесь поставили режиссёры Дж. Дж. Джилинджер, З. Крейцберга, И. Лусис, Р. Вайварс. С театром сотрудничали известные латвийские сценографы и художники по костюмам: А. Бреже, К. Димитере, А. Хейнриксоне, М. Калсерис, Д. Круминьш, И. Новикс и О. Тилбергс. Композиторы: К. Димитерс, А. Дзенитис, Г. Шмите, М. Тауриньш, И. Земзарис, В. Зилверис. Хореографы А. Экис и Т. Эке. Режиссёры и театральные педагоги А. Матиса и А. Лининьш.
Театр неоднократно принимал участие в международных театральных фестивалях.

## Избранные постановки
- 1994 — «Амфитрион» Мольера
- 1996 — «Непорочный марьяж» Тадеуша Ружевича
- 1996 — «Вечерний коктейль» Томаса Элиота
- 1998 — «Цимбелин» Уильяма Шекспира
- 2002 — «Полуденный раздел» Поля Клоделя
- 2004 — «Кроткая» по повести Ф. М. Достоевского
- 2005 — «Романтики» Эдмона Ростана[3]